# Skonto Hall
El Skonto Hall és un pavelló esportiu localitzat a Riga, Letònia. El recinte s'utilitza principalment per a hoquei sobre gel i bàsquet. Està situat al costat de l'Estadi Skonto.
El recinte es va inaugurar el 1996 i posseeix una capacitat per a 6.500 espectadors. Va ser reformat per complet i reinaugurat el 2006 per ser una de les seus del Campionat del Món d'hoquei gel masculí de 2006 celebrat a Letònia, estant l'altra seu l'Arena Riga.
Des del final del mundial d'hoquei, el recinte acull els partits com a local de l'equip de bàsquet del Skonto FC, però s'utilitza també com a centre de convencions i congressos. A més a més d'esdeveniments esportius, el pavelló va ser seu del Festival de la Cançó d'Eurovisió 2003.